# Германофіл

Сучасний прапор Німеччини

Германофіл, Тевтонофіл або Тевтофіл  — це особа, яка захоплюється німецькою культурою, німецьким народом і Німеччиною загалом  або виявляє німецький патріотизм, попри те, що не є етнічним німцем, ні громадянином Німеччини. Любов до німецького шляху, яку називають «германофільством» або «тевтонофілією», є протилежністю Германофобії. 

## Історія

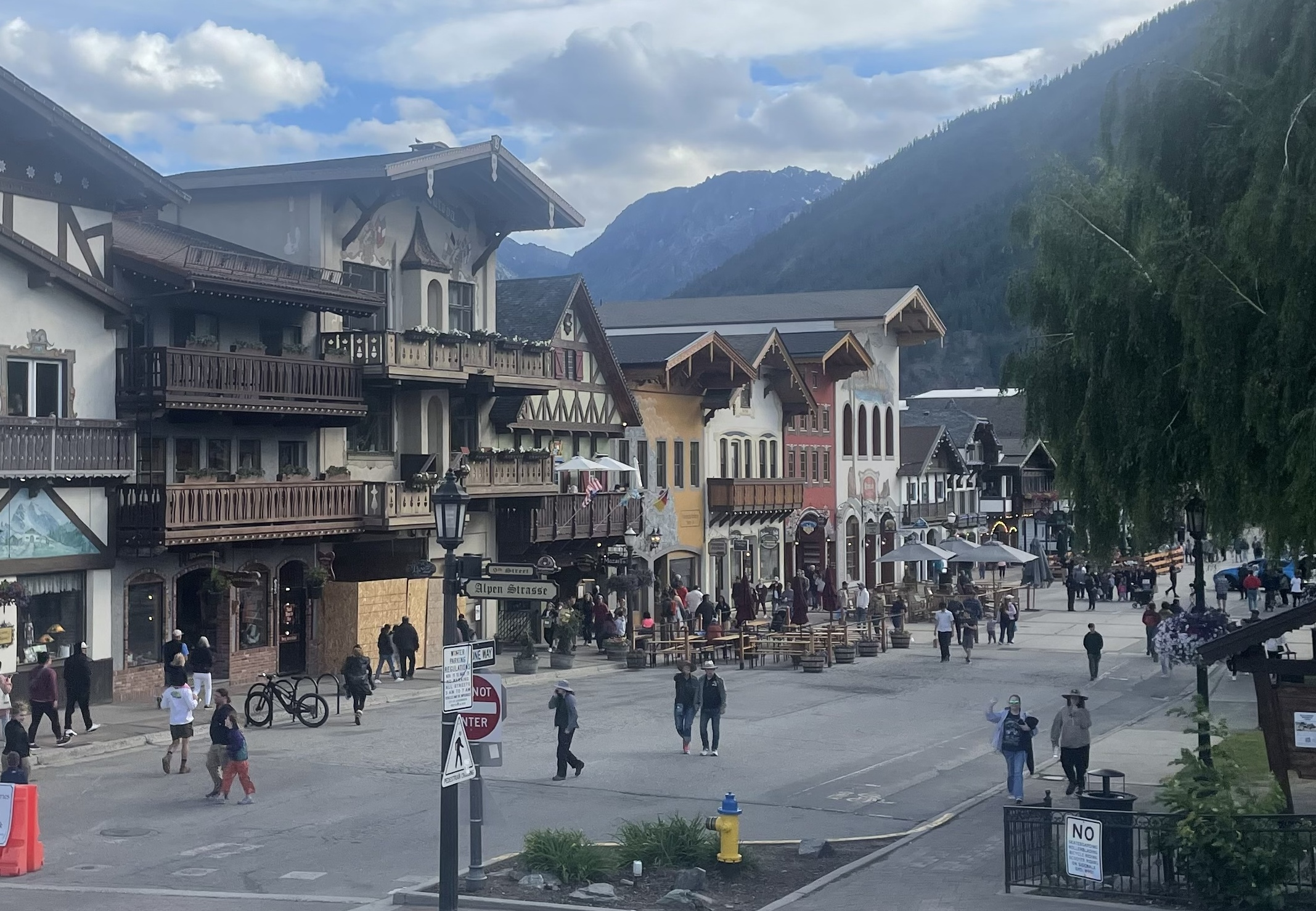
Місто Левеннорс у американському штаті Вашингтон побудоване за зразком баварського села.

Термін «Германофіл» увійшов у загальне вживання в 19-20 століттях  – після утворення Німецької імперії в 1871 році та подальшого зростання її значення. Він використовується не тільки в політичному, а й у культурному плані; наприклад, Георг Вільгельм Фрідріх Гегель (1770–1831), відомий, впливовий німецький філософ, трактував географічну тріаду Європи як Англію (утилітарний прагматизм), Францію (революційна поспішність) і Німеччину (рефлексивна ретельність). </link>
У британському романтизмі 19 століття антонімом цього терміну був Скандофіл, що виражало дихотомію асоціації «англосаксонської» культури з континентальною західногерманською культурою або з північногерманською (скандинавською) культурою (« відродження вікінгів »). </link> Зі спорідненістю до «тевтонської» або Германської культури та світогляду, що розглядається як протилежність прихильності до класичної античності .
У Континентальній Європі, 19 столітті дихотомія радше пролягала між Німеччиною та Францією — двома провідними політичними силами того часу, і германофіл обирав підтримувати Німеччину у протистоянні з французькими чи «романськими» інтересами, які Франкофіл брав близько до серця. Відповідний термін, що стосується Англії, це Англофілія, спорідненість, яка, своєю чергою, часто спостерігається у німців початку 20 століття, які вирішили стати на бік французького впливу.
Цей термін також широко використовувався у 20-му столітті для позначення шанувальників і прихильників прусської моделі вищої освіти, створеної Вільгельмом фон Гумбольдтом (1767–1835), яка була лідером на початку 1800-х років і була широко прийнята елітними університетами від Осло до Гарварду. </link>
Деякі представники сербської еліти в 19 столітті  в міжвоєнний період були затятими германофільським рухом. 
Аргентинський поет і письменник Хорхе Луїс Борхес був германофілом, який сам себе називав. Під час Першої світової війни, коли його родина жила в Женеві, у нейтральній Швейцарії, Борхес навчився говорити та читати німецькою мовою, щоб він міг читати твори поета-романтика Генріха Гейне мовою оригіналу. Пізніше Борхес згадував багатьох інших німецьких поетів і філософів, які зробили великий вплив на його власні ідеї та твори. Навіть в есеях, які критикували Адольфа Гітлера та нацистську партію, Борхес називав себе германофілом. Далі Борхес звинуватив нацистів у переписуванні німецької історії, у жорстокому спотворенні інтерпретації німецької літератури та в злочинному псуванні німецької культури. У той час як Борхес висловлював підтримку союзникам під час Другої світової війни, він висловлював стурбованість тим, що західна цивілізація, можливо, не зможе обійтися без досягнень і внеску німецького народу, і тому, як він попереджав, їхня корумпованість вченнями ненависті була такою.
Османський військовий офіцер єгипетського походження Азіз Алі ель-Мізурі був германофілом, який сам себе називав. В інтерв’ю Al-Ahram він заявив, що після того, як він дізнався про капітуляцію Німеччини в 1919 році після Першої світової війни, він впав у депресію і думав про самогубство.  Пізніше він намагався потрапити до Німеччини різними способами під час Другої світової війни, але марно. Його суперник в османській армії Енвер-паша також був германофілом.

## Дивіться також
- Германофобія
- Германізація
- Германізм (лінгвістика)
- Пруссизм
- Вплив німецької імперії на республіканську Чилі
- Німецький метал